# Cabo Jackie

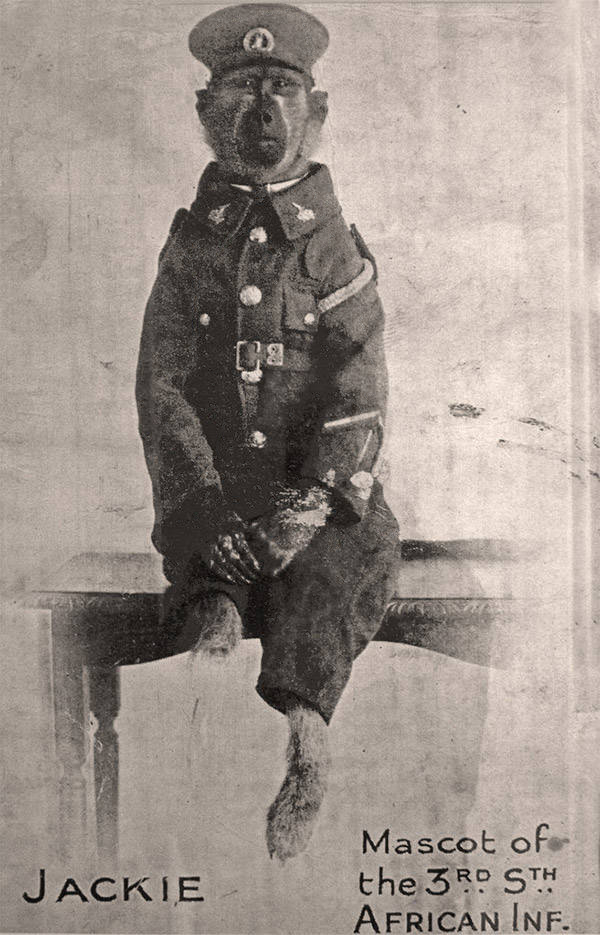
El cabo Jackie posando para un retrato vistiendo su uniforme oficial.

El cabo Jackie fue un babuino en el ejército sudafricano durante la Primera Guerra Mundial. Se convirtió en una mascota militar cuando su dueño fue reclutado para ir a la guerra y se negó a abandonar a Jackie en su localidad. Jackie recibió varias heridas durante el conflicto, como un disparo en el hombro y una explosión que le hizo perder la pierna derecha. Jackie también fue entrenado para saludar cada vez que veía a un oficial de rango superior. Después de la guerra, a Jackie se le otorgó el rango de cabo y la Medalla de Servicio a los Ciudadanos de Pretoria, murió apenas un año después cuando su casa ardió debido a un incendio.

## Antecedentes
La historia de Jackie comenzó a principios de la década de 1910, cuando el sudafricano Albert Marr encontró al babuino en su granja. Capturó a Jackie y comenzó a entrenarlo para que fuera "un miembro de la familia".

## Guerra
Jackie vivió algunos años en la granja de Marr antes de que estallara la Primera Guerra Mundial. Marr fue reclutado en 1915 y se negó a dejar a Jackie en casa. Los oficiales al mando de Marr, para sorpresa de los demás soldados, aceptaron, por lo que Jackie se convirtió en una mascota para el Tercer Regimiento de Infantería de Sudáfrica (Transvaal) y lo llevaron a todas partes con ellos. Jackie recibió un uniforme de estilo oficial con gorra, un juego de raciones y su propia libreta de servicio. Jackie, entre otras cosas, saludaba a los oficiales superiores y encendía los cigarrillos de los soldados. Incluso se mantenía tranquilo como si fuera un soldado entrenado. Debido a sus sentidos agudizados, el animal resultó útil para los centinelas del turno nocturno: El babuino sería el primero en saber cuándo se avecinaba un ataque o cuándo los soldados enemigos se acercaban a su posición.
Jackie y Marr sobrevivieron a una batalla en la que la tasa de bajas fue del 80%, en Delville Wood, al principio de la Batalla del Somme.
Mientras Marr estaba desplegado en Egipto, recibió un disparo en el hombro durante la Batalla de Agagia, el día 26 de febrero de 1916. Jackie estaba con él, y se puso a lamer su herida, queriendo sanarlo.
Al igual que un soldado humano, Jackie recibía sus propias raciones mientras estaba en el ejército y las comía con su propio cuchillo y tenedor, así como contando con su propia palangana para el aseo. Cada vez que el regimiento estuviera entrenando o marchando, Jackie estaría con ellos.
Pasó un tiempo en las trincheras en Francia, donde trató de construir un muro a su alrededor cuando el enemigo abrió fuego, pero la metralla de una explosión voló sobre el muro y golpeó a Jackie en la pierna y el brazo. Cuando los camilleros intentaron llevárselo, él no cooperó, estaba desesperado por terminar su muro y esconderse allí. Los médicos trataron las heridas de Jackie, pero decidieron que había que amputarle la pierna y todos se sorprendieron de que sobreviviera.
Jackie recibió una medalla al valor por el evento que provocó sus heridas y fue ascendido de soldado raso a cabo. Después de que terminó la guerra, Jackie fue dado de alta con papeles en el Campo de Dispersión de Maitland, en Ciudad del Cabo. Sorprendentemente Jackie no fue el único babuino que formó parte del ejército sudafricano, pero si fue el único de ellos que alcanzó el rango de soldado raso o superior.

## Regreso a Sudáfrica
Después de la guerra, Marr trajo a Jackie de regreso a Sudáfrica, pero el babuino murió en un incendio apenas un año después, en mayo de 1921. Marr, su dueño, vivió hasta los 84 años, falleciendo en 1973.